# Jason Kidd
Jason Frederick Kidd (São Francisco, 23 de março de 1973) é um treinador e ex-basquetebolista norte-americano que atuava como armador. Atualmente comanda o Dallas Mavericks.
Como jogador, passou por Dallas Mavericks, Phoenix Suns, New York Knicks e New Jersey Nets, time que levou às finais da liga por dois anos consecutivos (2002 e 2003), mas não obteve êxito ao ser derrotado por Los Angeles Lakers e San Antonio Spurs, respectivamente. Já com a Seleção Norte-Americana, conquistou medalhas de ouro nos Jogos Olímpicos de 2000, em Sydney, e nos Jogos Olímpicos de 2008 em Pequim.
É conhecido por seu grande número de triplos-duplos (dois dígitos em mais de três estatísticas), sendo o sexto maior detentor de triplos-duplos da história da NBA, com 107.

## Biografia

### Infância
Jason Kidd nasceu em São Francisco, Califórnia. É filho de Steve e Anne Kidd e tem duas irmãs mais novas: Denise e Kim.
Kidd teve uma infância confortável e tranquila com sua família e o primeiro esporte que lhe interessou foi o futebol. Só que, na terceira série, Kidd começou a jogar basquete com meninos mais velhos, e atribui isso a um dos fatores que o ajudaram a ser um grande armador, já que, para garantir que o chamariam para jogar no outro dia, Kidd tentava deixar os companheiros de time numa posição favorável a pontuar.

### Na escola
Não demorou para que Jason começasse a chamar atenção pelo seu jogo: mãos ágeis, visão de jogo e, praticamente, incansável. Ele poderia não ser o melhor arremessador em quadra, mas, certamente, era o que tinha melhor leitura de jogo. Antes mesmo de sair da escola, Kidd já tinha seu nome citado em jornais locais.
Em 1987, Kidd entrou para uma escola de nível médio particular da região. O técnico de basquete do colégio, Frank LaPorte, ficou extreamemente empolgado com a chegada de Kidd, que, àquela altura, já sofria assédio de diversas universidades americanas.
Após sua temporada de "junior", quando conduziu sua escola, St. Joseph of Notre Dame High School, ao título estadual, Kidd treinou com os jogadores da liga profissional americana Gary Payton e Brian Shaw. Além disso, Kidd pensava nas propostas recebidas pelas universidades, e também nas propostas para jogar diretamente basquete profissional. O técnico da NBA, Don Nelson e o da UCLA, Jim Harrick, diziam que Jason Kidd tinha todo o talento necessário para "pular" a universidade.
Em sua temporada de "sênior", Jason conduziu a equipe a mais um título estadual, com impressionantes médias de 25 pontos, 10 assistências, sete rebotes e sete roubos de bola por jogo.
Jason, surpreendentemente, escolheu a Universidade de Berkeley, mesmo após a campanha da equipe de basquete ter sido de apenas 10 vitórias e 18 derrotas.

### Na universidade
Em seu primeiro ano de universidade, Jason Kidd manteve médias de 13.0 pontos, 7.7 assistências, 4.9 rebotes e 3.8 roubos de bola por jogo, o que lhe garantiram o prêmio de "novato" do ano. A atuação de Kidd garantiu à Universidade um lugar no torneio da NCAA, quando foram eliminados na segunda fase.
Em seu segundo ano de universidade, Kidd melhorou mais suas médias e terminou a temporada com 16.7 pontos, 6.9 rebotes, 9.1 assistências e 3.1 roubos de bola. Assim, garantiu sua vaga no First Team All-American (primeiro time americano) e levou o time, novamente ao torneio da NCAA. Ao final da temporada, Kidd resolveu se inscrever no draft da NBA de 1994.
Em 2004, Kidd teve a camisa número 5 retirada pela Universidade de Berkeley.

## Carreira na NBA
Antes do draft, Jason Kidd foi preso por se envolver num acidente de automóvel e fugir do local. Jason não contestou e foi multado em mil dólares, 100 horas de serviço comunitário e ficou dois anos em liberdade vigiada.
Kidd também admitiu ser pai de uma criança, após passar pelo teste de paternidade e também foi acusado por uma outra mulher de espancamento, apesar dessa acusação não ter sido comprovada.

### Draft
Em 1994, Kidd se juntou a Grant Hill, Glenn Robinson, Eddie Jones, Jalen Rose e outros como um dos elegíveis do draft da NBA.
A primeira escolha, pertencente ao Milwaukee Bucks, foi o ala Glenn Robinson. O Dallas Mavericks, que possuía a escolha subsequente, deixou passar a estrela Grant Hill e escolheu Jason Kidd.
Kidd assinou um contrato de nove anos, no valor de 54 milhões de dólares com o time do Texas. Além disso, assinou também contratos de publicidade com a Nike e a Sega Genesis. Para ter sua imagem melhorada em Dallas, após os escândalos do acidente e da paternidade, Jason pagou uma reforma numa igreja local e também comprou 30 blocos de ingressos para assistir toda a temporada e distribuiu entre crianças carentes.

### Dallas Mavericks
Alguns acreditavam que Kidd não iria querer ficar no Texas, já que o Dallas vinha de duas campanhas terríveis, mas o time trocou de treinador e com a volta do pivô Roy Tarpley, que havia sido suspenso nas três temporadas anteriores por uso de drogas. O time ainda contava com Jamal Mashburn e terminou a temporada com uma camapanha de 36 vitóiras e 46 derrotas. Muito crédito foi dado a Jason Kidd, que terminou a sua primeira temporada com 11.7 pontos, 5.4 rebotes e 7.7 assistências de média, rendendo-lhe o prêmio conjunto com Grant Hill de calouro do ano. O prêmio de calouro do ano nunca foi divido outra vez na história da liga. Além disso tudo, Jason liderou a NBA em número de triplos-duplos, com quatro. Jason também foi o único novato a figurar entre os 10 melhores em duas categorias: assistências (10º) e roubos de bola (7º).
A temporada de 1995–96 não foi nada boa para o Mavs. O pivô Donald Hodge foi preso por posse de maconha, o também pivô Roy Tarpley sofreu suspensão por descumprir seu acordo de cuidado após internamento e o ala Jamal Mashburn perdeu toda temporada por causa de uma lesão no joelho. A crise ficou evidente num jogo em fevereiro de 96, na casa do Utah Jazz: a equipe vencia o jogo por 20 pontos no intervalo, quando Jim Jackson e o reserva Scott Brooks entraram em conflito, quase que partindo para agressão física. Kidd ficou muito irritado com a atitude de Jim e quase não falou com ele pelo resto da temporada. Resultado: 26 vitórias e 56 derrotas. Apesar de tudo, Kidd foi votado para titular do Oeste no All-Star Game 96.
Após 22 jogos e muitos conflitos internos na temporada 1996–97, Kidd foi trocado para o Phoenix Suns, junto com Tony Dumase e Loren Meyer por Michael Finley, A. C. Green, e Sam Cassell.

### Phoenix Suns
Os torcedores do Suns ficaram empolgados com a chegada de Jason, que estava querendo um novo começo no Arizona. Mas Kidd não teve sorte e, logo após sua estreia, sofreu uma lesão que o afastou por algumas semanas de quadra.
Mesmo assim, o time dos Suns conseguiu uma vaga nos playoffs de 97 e, Jason Kidd teve a chance de jogar, pela primeira vez na carreira, a pós-temporada da NBA. Contudo, o time do Arizona não foi muito longe, saindo da disputa logo no primeiro round, frente ao forte Seattle SuperSonics de Gary Payton.

#### Temporada 1997–98
Em 1997, Jason estava ansioso para fazer sua primeira temporada completa pelo Suns, e via que o time poderia corresponder suas expectativas, já que contava com bons nomes como Cedric Ceballos, Rex Champan, Danny Manning, Clifford Robinson e Antonio McDyess, que havia acabado de chegar, proveniente do Denver Nuggets.
De fato o time de Jason fez uma bela campanha: 56 vitórias e 26 derrotas, só que, nos playoffs, encontraram o forte San Antonio Spurs e sua dupla fortíssima de garrafão: Tim Duncan e David Robinson, apelidados de "As Torres Gêmeas", e foram eliminados da briga pelo título.

#### Temporada 1998–99
Na temporada seguinte, Jason era tido como integrante do time de elite da NBA. Ele liderou a liga em assistências (sendo o primeiro jogador do Phoenix Suns a realizar tal fato), também foi o jogador que mais teve "triplos-duplos", com sete, e marcou quase 17 pontos por jogo. Foi nomeado para o "primeiro time da NBA" e também para o "primeiro time defensivo da NBA".
Mais uma vez o Suns foi aos playoffs, mas, novamente, foi eliminado. Dessa vez, pelo equipe do Portland Trail Blazers. Assim, mesmo com uma temporada incrível, Kidd passou a ser criticado por seus insucesso nos playoffs. Contudo, o maior problema daquele Suns estava no garrafão: eles não conseguiam ir bem contra times que tinham bons alas-de-força e pivô.

#### Temporada 1999–2000
O Suns se reforçou para a temporada 1999–2000 com os nomes de Penny Hardaway e Olliver Miller. O time estava fortalecido, mas o treinador Danny Angie resolveu sair do time, após dois meses de temporada. O contratado foi Scott Skiles, que nos 62 jogos restantes, conseguiu 40 vitórias.
Kidd, mais uma vez, foi afetado por uma lesão: fraturou o tornozelo direito no início de março. Kidd vinha fazendo uma temporada brilhante, liderando a liga em assistências novamente e tendo média de mais de sete rebotes por jogo, melhor que 17 dos 29 pivôs titulares da liga.
Kidd não foi o único do time a sofrer com contusões; Penny Hardaway, Rex Chapman e Tony Gugliotta também ficaram bom tempo fora na temporada. Mas, graças ao desenvolvimento do ala Shawn Marion, o retorno de Kevin Johnson (que havia se aposentado) e um bom trabalho do técnico Scott Kiles, o time conseguiu 53 vitórias e 29 derrotas.
A questão era se Jason conseguiria voltar para enfrentar, mais uma vez, o San Antonio Spurs nos playoffs. Ele só conseguiu voltar no jogo 4 da série melhor-de-5. O time do Arizona havia vencido dois dos três primeiros confrontos e só precisava de uma vitória para fechar a série. Kidd colaborou para isso com 9 pontos, 10 rebotes e três roubos e o time da casa venceu por 89-78.
O próximo adversário do Suns era o Los Angeles Lakers, dos astros Kobe Bryant e Shaquille O'Neal. O de Kidd não foi páreo para os Lakers, que acabaria se tornando campeão da NBA naquele ano. O Suns venceu um único jogo na série, o jogo 4, no qual Kidd anotou seu primeiro triplo-duplo em playoffs, com 22 pontos, 16 assistências e 10 rebotes.

### Temporada 2000–01: Crise no Suns e superação
Jason Kidd e o Phoenix Suns queriam repetir a boa campanha do ano anterior, só que indo mais longe, dessa vez. O time manteve a base e assinou com Mario Elie e Tony Delk como reforços. Mas os problemas ocorreram fora de quadra. Penny Hardaway foi denunciado por sua namorada por pegar uma arma durante uma discussão e o cestinha do time, Cliff Robinson, foi preso por dirigir embrigagado.
Para complicar de vez a situação do time do Arizona, Jason Kidd foi preso por bater em sua esposa, Joumana, durante uma discussão entre os dois. É óbvio que isso tornou-se o centro das atenções da liga, mas Jason, com o apoio da própria esposa, conseguiu dar a volta por cima.
Kidd passou alguns dias fora da convivência do time e, em sua volta, recebeu a confiança dos colegas e também do treinador: passou a chutar mais bolas e se transformou em um bom pontuador. Foi nessa temporada que estabeleceu seu recorde pessoal de pontos numa partida: 43, contra o Houston Rockets. Com o bom jogo de Jason Kidd, o Suns conseguiu uma boa campanha: primeiro lugar da divisão do Pacífico e Kidd foi pela, terceira vez consecutiva, o maior assistente da temporada, juntando-se a Bob Cousy, Oscar Robertson e John Stockton como os únicos da história a conseguir tal fato.
Com uma campanha de 51 vitórias e 31 derrotas, a franquia chegou a mais uma edição dos playoffs da liga e, mais uma vez, não obteve o sucesso: perdeu para o Sacramento Kings na primeira rodada.
Mais uma eliminação dos playoffs era a desculpa necessária que o general manager precisava para trocar o armador Jason Kidd. O jogador foi enviado para o New Jersey Nets, junto com Chris Dudley e, em troca, o Suns recebeu Stephon Marbury, Johnny Newman e Somalia Samake.

### 2001–02: New Jersey Nets

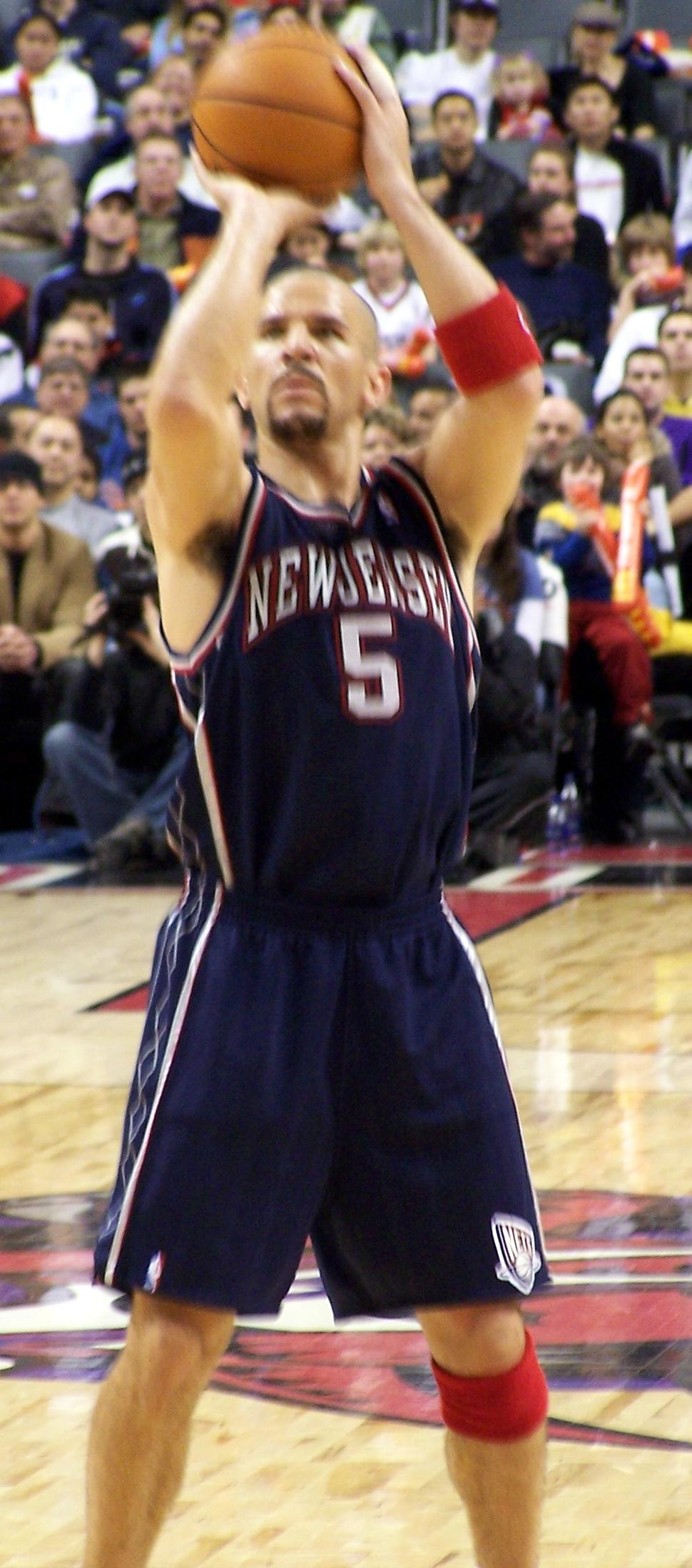
Kidd se preparando para arremessar um lance livre pelos Nets

No New Jersey Nets, o armador californiano continuou a provar seu valor. Levou o time, com a ajuda de Kerry Kittles, Kenyon Martin, Keith Van Horn e Richard Jefferson a uma campanha de 52 vitórias e 30 derrotas, e foi segundo colocado na votação para jogador mais valioso, sendo Tim Duncan o vencedor. Há quem diga que Jason era mais merecdor que o jogador do San Antonio Spurs, pois seu impacto em New Jersey foi imenso, transformando um mero coadjuvante da liga em um dos candidatos ao título.
Nos playoffs, o Nets enfrentou o Indiana Pacers de Reggie Miller, numa série que foi a quatro jogos, sendo vencida pelo time de Kidd. O adversário seguinte foi o Charlotte Hornets. Kidd sofreu levou 15 pontos no supercílio depois de um choque com David Wesley no jogo 3, mas conseguiu voltar no mesmo jogo, ainda que a vitória tenha ido para o time de Charlotte. O Nets fechou a série dois jogos mais tarde.
Nas finais da conferências Leste, o New Jersey Nets enfrentou o tradicional Boston Celtics, que tinha como estrela o ala-armador Paul Pierce, ajudado pelo ala Antoine Walker. Jason Kidd começou a série de maneira incrível, com dois triplos-duplos nos dois primeiros jogos. Apesar disso, o Nets só conseguiu a vitória no primeiro jogo. A série empatada foi para Boston, que conseguiu reverter a situação desfavorável, deixando a série em 2x1. Contudo, o Boston não soube fazer uso do seu outro jogo em casa e deixou o New Jersey empatar a série e virar, com mais um triplo-duplo de Kidd na partida 6. Era a primeira vez que a franquia chegava a uma final, assim como era a primeira vez de Jason Kidd.
A final foi entre o mesmo Los Angeles Lakers, que havia eliminando Kidd dos playoffs duas temporadas atrás, comandado por Kobe Bryant e Shaquille O'Neal. Não deu para o Nets, que perdeu em quatro jogos e deu ao Lakers o terceiro título consecutivo.

### 2002–03
Em 2002-03, o Nets repetiu a ótima campanha da temporada anterior, com o time base um pouco modificado, já que Keith Van Horn foi trocado pelo pivô Dikembe Mutombo. Mutombo logo se machucou e perdeu a temporada regular, mas o time se comportou bem mesmo sem ele: 49 vitórias e 33 derrotas, a segunda melhor campanha do Leste, ficando atrás do Detroit Pistons.
Na primeira rodada dos playoffs, o Nets de Kidd passou fácil pelo Milwaukee Bucks de Gary Payton: 4–1. A segunda rodada foi ainda mais impressionante. O time varreu o Boston Celtics e partiu para a final do Leste contra o Detroit. Os dois primeiros jogos foram apertados: duas vitórias do Nets por dois pontos de diferença. Na volta para New Jersey, o time fechou a série em 4–0 e partiu para sua segunda final consecutiva.
O time que tinha vencido o lado Oeste era o San Antonio Spurs. A série durou mais que a da temporada passada, mas Tim Duncan levou o time texano nas costas quando precisou e deu o título a sua franquia em 6 jogos.

### Cirurgia e o novo companheiro de time e ostriplos-duplos
Em meados de 2004, Kidd passou por uma cirurgia de microfratura no joelhoe jó voltou a jogar em dezembro daquele ano, quando se juntou ao ala Vince Carter, a mais nova aquisição do Nets, proveniente do Toronto Raptors. Parecia que o time iria ficar fora dos playffos daquele ano, mas uma arrancada final garantiu a 8ª colocação ao time de Nova Jérsei. O time foi eliminado já na primeira rodada dos playoffs, pelo Miami Heat.
Em 2006, Vince Carter e Jason Kidd foram convocados para o All-Star Game, mas Kidd não pode participar por motivo de contusão e foi substituído por Joe Johnson.
Em 7 de abril de 2007, Jason e Vince conseguiram triplos-duplos na mesma partida, fato inédito desde 1989, quando Michael Jordan e Scottie Pippen fizeram o mesmo jogando pelo Chicago Bulls. 20 dias depois, Kidd conseguiria mais um triplo-duplo e se igualaria a Larry Bird como segundo maior detentor de triplos-duplos na pós-temporada, com 11.

### Retorno ao Dallas Mavericks

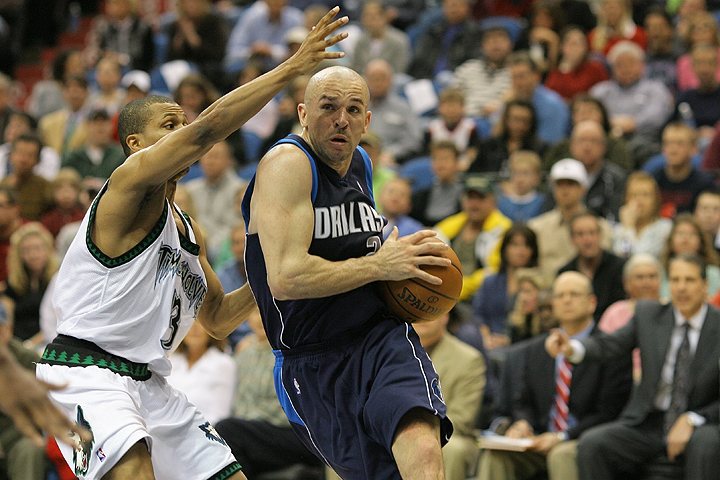
Jason Kidd em sua segunda passagem pelo Dallas Mavericks

Já na temporada 2007–08, Kidd conseguiu mais três triplos-duplos seguidos, fato que não acontecia desde 1989. Mais para frente nessa temporada, Jason foi envolvido em rumores de trocas, inclusive, tendo seu nome ligado ao Los Angeles Lakers.
Mas quem acabou chegando a um acordo com o New Jersey Nets foi o primeiro time de Kidd, o Dallas Mavericks. A troca inicial que envolvia Devin Harris, Devean George, Jerry Stackhouse, DeSagana Diop, Maurice Ager, duas escolhas do primeiro round do Draft (2008 e 2010) e mais 3 milhões de dólares. Mas, o ala Devean George recusou-se a ser trocado, e não possibilitou a troca envolvendo-o, já que estava previsto no contrato que só seria trocado com seu consentimento. Devean foi substituído por Trenton Hassell e Stackhouse também foi retirado da troca, já que a ideia era que Stackhouse fosse trocado, mas também fosse liberado em seguida, possibilitando sua volta para o Dallas Mavericks, mas a liga proibiu que isso ocorresse. A troca finalmente ocorreu de tal maneira: Jason Kidd e Antoine Wright por Devin Harris, DeSagana Diop, Maurice Ager, Keith Van Horn (que assinou um contrato só para ser trocado), duas escolhas de primeiro round do Draft e três milhões de dólares.
Após ser derrotado em duas finais com os Nets, parecia que Jason iria se despedir da NBA, de forma injusta, sem nenhum anel. Mas sua redenção veio aos 38 anos com os Dallas Mavericks na temporada 2010–2011. O time terminou a tempoarada na terceira colocação de sua conferência. Nos playoffs o time texado passou por Portland Trailblazers, Los Angeles Lakers da estrela Kobe Bryant (em uma varrida, 4–0) e na final de conferência ganhou, por 4–1, do Oklahoma City Thunder de Kevin Durant e Russell Westbrook.
Então, aconteceu a terceira final da carreira de Kidd contra o badalado e favorito Miami Heat do Big 3: LeBron James, Dwyane Wade e Chris Bosh. Na final melhor de sete, o time de Wade saiu na frente com 1–0, porém pelo lado dos Mavs se destacava o ala-pivô alemão Dirk Nowitzki, e no segundo jogo veio o empate de 1–1 e a série iria para os três jogos no Texas. Em dallas o Miami entrou bem para o terceiro jogo e colocou 2–1 na série. Porém os Mavs fizeram uma série de 3 vitórias seguidas, finalizando a série. Destaque e MVP das finais foi Dirk Nowitzki porém Jason teve boas atuações, principalmente cadenciando e distribuindo o jogo com sua habilidade e agora experiência únicas, sempre indo muito bem e se doando bastante, apesar da idade, na defesa, além de chutar bolas de três precisas.
Jason foi o jogador mais velho a jogar como titular uma final e ser campeão.

### New York Knicks e aposentadoria (2012–13)
Na off-season de 2012, Kidd assinou contrato com o New York Knicks e se mudou para o time da Big Apple como free agent (FA). Após uma temporada com a franquia nova-iorquina aposentou-se em 2013 aos 40 anos.

## Seleção Norte-Americana
A primeira aparição de Jason Kidd na Seleção Norte-Americana foi após sua primeira temporada pela Universidade de Berkeley. Ele participou de uma pequena viagem da Seleção pela Europa, quando foram feitos cinco jogos. Kidd teve médias de 8.4 pontos, 4.2 rebotes e quatro assistências por jogo, além de roubar 1.4 bola por partida.
A segunda participação de Jason pela Seleção Norte-Americana só ocorreu em 1999, quando foi convocado para participar do torneio qualificatório para as Olimpíadas de Sydney, em que os Estados Unidos não foram derrotados e somaram incríveis 10 vitórias em 10 partidas. Kidd liderou a equipe em assistências e roubos de bola por jogo, com médias de 6.8 e 2.7, respectivamente.
Nas Olimpíadas de Sydney, Kidd foi nomeado um dos capitães da equipe, que terminou o torneio, mais uma vez, sem nenhuma derrota em oito jogos. O armador teve médias de 6 pontos, 5.3 rebotes e 4.4 assistências.
Em 2002, Kidd foi mais uma vez convocado, dessa vez para participar do campeonato mundial. Só que o armador não pode participar do torneio devido a uma lesão. A convocação seguinte para ele foi o torneio qualificatório para as Olimpíadas de Atenas 2004, que aconteceu em Porto Rico, um ano antes do evento. Assim como em 1999, o time terminou com uma campanha perfeit ao longo dos 10 jogos. No ano seguinte, Kidd não pode participar dos Jogos Olímpicos porque, novamente, estava lesionado.
Jason Kidd só seria chamado novamente para a Seleção para participar de mais um qualificatório para Olimpíadas, dessa vez para Pequim 2008. O torneio aconteceu em Las Vegas e, como nas duas vezes anteriores que o armador participou, o time estadunidense não sofreu derrota; dez vitórias e a vaga garantida nas Olimpíadas.
A última participação de Jason Kidd na seleção, foi coroada com uma medalha de outro, nas Olimpíadas de Pequim. O time era tido com o novo Dream Team e não deixou a desejar: fez uma campanha impecável e apagou os fracassos americanos no Campeonato Mundial de 2002 e nas Olimpíadas de Atenas.

## Fatos notáveis

### Prêmios e destaques
- Campeão da NBA com o Dallas Mavericks: 2010–11
- 10 vezes All-Star: 1996, 1998, 2000, 2001, 2002, 2003, 2004, 2007, 2008 e 2009
- 6 vezes time All-NBA:
  - Primeiro time: 5 vezes - 1999, 2000, 2001, 2002 e 2004
  - Segundo time: 1 vez - 2003
- 9 vezes time defensivo da NBA:
  - Primeiro time: 4 vezes - 1999, 2001, 2002 e 2006
  - Segundo time: 5 vezes - 2000, 2003, 2004, 2005 e 2007
- Novato do ano 1995 (dividido com Grant Hill)
- Time de Novatos da NBA 1995
- 5 vezes líder da NBA em assistências por jogo: 1999 (10,8); 2000 (10,1); 2001 (9,8); 2003 (8,9) e 2004 (9,2).
- Líder em roubos de bola da NBA em 2002: 175
- Esportista do ano da NBA: 2 vezes - 2012 e 2013
- Vencedor do concurso de habilidades do All-Star Weekend 2003

### Marcas e recordes
- Kidd é o único jogador da história a ter pelo menos 15 mil pontos, 7 mil rebotes e 10 mil assistências na carreira, ao lado de LeBron James.
- Jason também é o único a ter sete temporadas com mais de 700 assistências e mais de 500 rebotes. Os que chegam mais perto são Magic Johnson e Oscar Robertson, que conseguiram tal feito em 6 temporadas.
- Nas finais de conferência de 2002, Kidd teve médias de 17,5 pontos; 11,2 rebotes e 10,2 assistências, sendo o segundo jogador da história conseguir média de triplo-duplo numa série de playoff de mais de 6 jogos. O outro é Magic Johnson. Kidd repetiu o feito em 2007, na primeira rodada contra o Toronto Raptors.
- Foi também o segundo jogador da história a ter média de triplos-duplo por toda uma pós temporada, quando teve médias de 14,6 pontos; 10,9 rebotes e 10,9 assistências nos playoffs de 2007. O outro jogador a atingir tal feito foi Oscar Robertson em 1962.[16]
- Quarto jogador da história a conseguir mais de 10 mil assistência na carreira.
- Um dos três jogadores da história, junto com Fat Lever e Wilt Chamberlain a conseguir uma atuação de pelo menos 15 pontos, 15 rebotes e 15 assistências num jogo válido pela pós-temporada.